# Can Carreres (Pineda de Mar)
Can Carreres – miejscowość w Hiszpanii, w Katalonii, w prowincji Barcelona, w comarce Maresme, w gminie Pineda de Mar.
Według danych INE z 2004 roku miejscowość zamieszkiwało 307 osób.